# Fitzwilliam (New Hampshire)
Pour les articles homonymes, voir Fitzwilliam.
Fitzwilliam est une municipalité américaine située dans le comté de Cheshire au New Hampshire. Selon le recensement de 2010, sa population est de 2 396 habitants.
La ville accueille le Rhododendron State Park (en).

## Géographie
La municipalité s'étend sur 36,02 milles carrés (93,29 km2), dont 1,40 milles carrés (3,63 km2) d'étendues d'eau.

## Histoire
La localité est fondée sous le nom de Monadnock Number 4 par des colons écossais. Fitzwilliam devient une municipalité en 1773. Elle est nommée en l'honneur de William Fitzwilliam, le cousin du gouverneur John Wentworth.